# Symfonie nr. 4 (Antheil)
George Antheil componeerde zijn Symfonie nr. 4 "1942" gedurende dat jaar en 1943. Alhoewel als nr. 4 genummers was het zijn vijfde symfonie, Symfonie in fa telde niet mee in de genummerde reeks. De eerste uitvoering vond plaats door het NBC Symphony Orchestra onder leiding van Leopold Stokowski op 13 februari 1944, voor een radio-uitzending van de NBC. Tijdens diezelfde uitzending werd A Shropshire Lad van George Butterworth uitgevoerd.
Antheil was gedurende de Tweede Wereldoorlog oorlogscorrespondent en heeft zijn ervaringen verwerkt in deze symfonie. Hij deed dat vanuit zijn nieuwe woonhuis in Los Angeles waar hij een opleving kende in het werken aan muziek en zijn muziek werd weer vaker uitgevoerd. Uiteindelijk mocht het niet baten voor zijn oeuvre; zijn bekendste en wellicht ook belangrijkste werk bleef Ballet Mecanique. De rest, en zeker zijn symfonieën, zijn in de vergetelheid geraakt; slechts af en toe vindt een opname of uitvoering plaats. Antheil schreef onder pseudoniem het oorlogsboek The Shape of War to Come en solliciteerde daar onbewust mee voor oorlogscorrespondent. Hij kon aan de slag bij de Los Angeles Daily News. De zaken raakten hem diep en wellicht probeerde hij ze in deze symfonie van zich af te schrijven.
Antheil schreef dat hij deel één componeerde tijdens de Slag om Stalingrad, de oorlog in Afrika en de Slag om de Stille Oceaan. Deel twee gaat over de massamoord in Lidice en de totale vernietiging van dat Tsjechische dorp door de nazi's, en over de verschrikkingen in Polen. Deel drie is het oorspronkelijke scherzo van de symfonie, normaal een vrolijk deel, maar hier klinkt het wrang en leeg. Deel vier is geschreven tijdens de kentering bij Stalingrad en de landingen in Marokko.

## Delen
De symfonie kent de klassieke vierdelige opzet:
1. Moderato – Allegretto (9:50)
2. Allegro (9:08)
3. Scherzo – Presto (5:28)
4. Allegro non troppo (8:00)

- de tijden worden weergegeven om de onderlinge lengtes van de delen te vergelijken.

## Muziek
Er zijn twee zaken die direct opvallen aan deze symfonie van Antheil. In de compositie is bijna niets terug te vinden van de modernist Antheil. Zowel indeling als harmonieopbouw is klassiek te noemen. Geen spoortje van jazz of avant-garde, zoals het eerder genoemde ballet, is in deze symfonie terug te vinden. Een tweede opvallend kenmerk is het hoofdthema van de symfonie. Bij beluistering valt direct de overeenkomst met de zevende symfonie van Dmitri Sjostakovitsj op. En dan met name het thema dat begon als een melodietje dat zijn dochter op de piano speelde en uiteindelijk uitgroeide tot een (verbeeld) leger dat alles om zich heen vernietigt. Het thema is lang niet zo prominent aanwezig als bij de Rus maar vraagt onmiskenbaar de aandacht. Antheil eindigde de symfonie optimistisch door dat thema om te zetten naar majeur.

## Orkestratie
- 1 piccolo, 2 dwarsfluiten, 2 hobo’s, 1 althobo, 2 klarinetten, 1 basklarinet, 2 fagotten, 1 contrafagot
- 4 hoorns, 3 trompetten, 3 trombones, 1 tuba
- pauken en vier man / vrouw percussie voor gong, vibrafoon, xylofoon, bekkens, triangel, castagnetten, woodblocks, grote trom, kleine trom en tamboerijn, harp en piano
- violen, altviolen, celli, contrabassen.

## Discografie
- Uitgave Naxos: Nationaal Symfonieorkest van Oekraïne o.l.v. Theodor Kuchar
- Uitgave CPO : Radiosymfonieorkest Frankfurt o.l.v. Hugh Wolff
- Uitgave Cala Records mono: de eerste uitvoering; gekoppeld aan Ralph Vaughan Williams Symfonie nr. 4.

## Bron
- naxos compact disc
- jpc.de de netpagina van CPO
- Boosey and Hawkes voor orkestratie; het is het enige werk van Antheil waarvan zij de rechten hebben.